# 얀 프리치

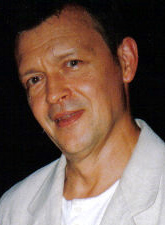

얀 프리치(폴란드어: Jan Frycz, 1954년 5월 15일 ~ )는 폴란드의 배우이다.
크라쿠프에서 태어났다.

## 영화
- 1914 전투 (2019년)
- 마리 퀴리 - 지식의 용기 (2016년)
- 위켄드 (2011년)
- 80 밀리온스 (2011년) - 바긴스키 역
- 파놉티콘 (2010년)
- 리틀 로즈 (2010년)
- 호프 (2007년)
- 우리는 모두 예수다 (2006년)
- 콜렉터 (2005년)
- 매장되지 않은 남자 (2004년)
- 구타 (2004년)
- 눈물 (2003년)
- 포르노그라피아 (2003년)
- 나 도둑이야 (2000년)
- 웨이팅 포 어 빅 피쉬 (1996년)